# 滝口悠生
滝口 悠生（たきぐち ゆうしょう、1982年10月18日 - ）は、日本の小説家。東京都八丈町生まれ、埼玉県入間市出身。早稲田大学第二文学部中退。

## 経歴
- 1982年、東京都八丈町に生まれる。祖父母は硫黄島出身、祖父の弟は軍属として島に残り、戦死した[2]。父は古文教師。生後半年で埼玉県入間市へ転入[3]。
- 1983年、1歳半より入間市にて育つ。
- 2000年、入間市立扇小学校、入間市立向原中学校を経て、埼玉県立所沢高等学校を卒業[3]。すぐに大学進学はせず、フリーターとして生活する。
- 2005年、早稲田大学第二文学部入学。その後3年ほどで中退し、輸入食品会社で正社員として勤務。
- 2011年、「楽器」で第43回新潮新人賞小説部門受賞。
- 2014年、『寝相』で第36回野間文芸新人賞候補。
- 2015年、『愛と人生』で第28回三島由紀夫賞候補、第37回野間文芸新人賞受賞。「ジミ・ヘンドリクス・エクスペリエンス」で第153回芥川龍之介賞候補。
- 2016年、「死んでいない者」で第154回芥川龍之介賞受賞。
- 2022年、『水平線』で第39回織田作之助賞受賞。
- 2023年、『水平線』で第73回芸術選奨文部科学大臣賞受賞、「反対方向行き」で第47回川端康成文学賞受賞[4]。

## 人物
作家デビュー前はフリーペーパーを作って配布しており、それを読んで声をかけてくれた人の紹介で自費出版の会社でアルバイトをするようになった。
妻はブックデザイナーの佐藤亜沙美。フリーペーパーを書いていた頃に文章に「ひと読み惚れ」されたことで知り合った。もともと主夫志向だったため、家庭では家事の一切を担当している。

## 作品リスト

### 小説
- 『寝相』（新潮社 2014年3月）
  - 寝相 - 『新潮』2013年10月号
  - わたしの小春日和 - 『新潮』2012年12月号
  - 楽器 - 『新潮』2011年11月号
- 『愛と人生』（講談社 2015年1月、講談社文庫 2018年12月）
  - 愛と人生 - 『群像』2014年8月号
  - かまち - 『群像』2013年4月号
  - 泥棒 - 『群像』2014年11月号
- 『ジミ・ヘンドリクス・エクスペリエンス』（新潮社 2015年8月、新潮文庫 2018年4月）
  - ジミ・ヘンドリクス・エクスペリエンス - 『新潮』2015年5月号
  - 犬の尻のあたり（文庫版のみ収録） - 『GRANTA JAPAN with 早稲田文学03』
- 『死んでいない者』（文藝春秋 2016年1月、文春文庫 2019年3月）
  - 死んでいない者 - 『文學界』2015年12月号
  - 夜曲（文庫版のみ収録） - 『文學界』2016年3月号
- 『茄子の輝き』（新潮社 2017年6月）
  - お茶の時間 - 『en-taxi』2015年春季号
  - わすれない顔 - 『三田文学』2016年春季号
  - 高田馬場の馬鹿 - 『新潮』2016年7月号
  - 茄子の輝き - 『新潮』2016年11月号
  - 街々、女たち - 『新潮』2017年1月号
  - 今日の記念 - 『新潮』2017年3月号
  - 文化 - 『新潮』2016年1月号
- 『高架線』（講談社 2017年9月、講談社文庫 2022年5月）
  - 初出:『群像』2017年3月号
- 『長い一日』（講談社 2021年6月)
  - 初出:『本』2018年4月号 - 2020年12月号
- 『水平線』（新潮社 2022年7月）
  - 初出:『新潮』2019年8月号 - 2022年2月号連載「全然」を改題改稿
- 『ラーメンカレー』（文藝春秋 2023年2月）
  - すぐに港へ - 『文學界』2018年1月号
  - 絶対大丈夫 - 『文學界』2019年8月号
  - 黒米と大麻 - 『文學界』2019年11月号
  - スリランカロンドン - 『文學界』2020年3月号
  - 火の通り方 - 『文學界』2020年6月号
  - アッパとアンマのピリピリ・クッキング - 『文學界』2020年9月号
  - ラーメンカレー - 『文學界』2021年2月号
  - キスしてほしい - 『文學界』2021年8月号
  - 窓目くんの手記 - 『文學界』2022年1月号
  - レイニーブルー - 『文學界』2022年5月号
- 『たのしい保育園』（河出書房新社 2025年4月）
  - 緑色 - 『文藝』2023年夏季号
  - 恐竜 - 『文藝』2023年秋季号
  - ロッテの高沢 - 『文藝』2023年冬季号
  - 音楽 - 『文藝』2024年春季号
  - 連絡 - 『文藝』2024年秋季号
  - 名前 - 書き下ろし

### アンソロジー収録
- 「リバーズ・エッジの風景」（『エッジ・オブ・リバーズ・エッジ――〈岡崎京子〉を捜す』新曜社 2018年2月）
- 「虹始見」（瀬戸内寂聴ほか『掌篇歳時記 春夏』講談社 2019年4月）
  - 初出:『群像』2018年4月号
- 「半ドンでパン」（『kaze no tanbun 特別ではない一日』柏書房 2019年10月）
- 「薄荷」（『kaze no tanbun 夕暮れの草の冠』柏書房 2021年6月）
- 「反対方向行き」（乗代雄介ほか『鉄道小説』交通新聞社 2022年10月）
- 「わからなくて怖い」（群像編集部編『孤独の時間。』講談社 2025年6月）
  - 初出:『群像』2025年3月号
- 「煙」（日本文藝家協会編『文学2025』講談社 2025年6月）
  - 初出:『文學界』2024年4月号

### 随筆・論考・対談
- 「小説のおもしろさ」 - 中日新聞 2017年9月22日号、東京新聞 2017年9月29日号（『ベスト・エッセイ2018』光村図書出版、2018年6月）
- 『いま、幸せかい？ 「寅さん」からの言葉』（文春新書、2019年12月）
- 『やがて忘れる過程の途中（アイオワ日記）』（numabooks、2019年12月）
  - アイオワ日記 - 『新潮』2018年11月号
  - 続アイオワ日記 - 『新潮』2018年12月号
  - チャンドラモハン - 『ちゃぶ台』Vol.4 ミシマ社
  - 続続アイオワ日記 - 『新潮』2019年1月号
  - アイオワの古本屋 - 『すばる』2019年1月号
  - 続続続アイオワ日記 - 『新潮』2019年2月号
- 『さびしさについて』（植本一子との往復書簡、ちくま文庫、2024年2月）

### 単行本未収録作品

#### 小説
- 「黄色」（『文藝』2016年夏季号）
- 「MajiでKoiする5秒前」（『群像』2016年8月号）
- 「温み」（『ランバーロール』0号）
- 「寝上戸の友達」（『高架線』刊行記念小冊子として配布、本屋B&Bのオンラインショップにてpdfファイルを販売[7]）
- 「武蔵の駅」（『F』20号 特集〈武蔵野〉）
- 「迷子の歌」（『飛ぶ教室』第57号）
- 「近所のハッケン伝」（『ODD ZINE』Vol.2）
- 「競馬と念仏」（『ちゃぶ台』Vol.5 ミシマ社）
- 「隕石」（『群像』2020年1月号）
- 「忘れたことが思い出せない」（『ランバーロール』3号）
- 「りんごの歌」（『飛ぶ教室』第67号）
- 「梅干と金盥」（『ちゃぶ台』Vol.8 ミシマ社）
- 「勝手と昼寝」（『ちゃぶ台』Vol.9 ミシマ社）
- 「泥棒と祭壇」（『ちゃぶ台』Vol.10 ミシマ社）
- 「御身と御前」（『ちゃぶ台』Vol.11 ミシマ社）
- 「今日の雨音」（『ニューサポート高校国語』vol.40/2023年秋号）
- 「透波と乱波」（『すばる』2023年12月号 - 連載中）
- 「テレパシーの手」（『新潮』2024年1月号）
- 「煙」（『文學界』2024年4月号）
- 「湯あたり」（『新潮』2024年8月号）
- 「わたしの海原」（『飛ぶ教室』第78号）
- 「テレポートの軌道」（『新潮』2025年8月号）
- 「花火」（『群像』2025年9月号）

#### 戯曲
- 「夜の電話のための戯曲」（文学ムック『ことばと』vol.2）

#### 随筆・論考・対談
- 「野球」（『三田文学』2016年夏季号）
- 「語られる言葉はどこに」（『すばる』2016年9月号）
- 「浅草」（『疾駆 chic』Vol.8）
- 「茄子が輝くまで」（『茄子の輝き』刊行記念小冊子として配布、新潮社ウェブサイトにて全文掲載[8]）
- 「不可能と奇跡が同時にある」（演劇批評誌『紙背』三号）
- 「草小説とプロ野球」（『ODD ZINE』Vol.3）
- 「語り手の身体」（『悲劇喜劇』2020年3月号）
- 「あの日のキラキラ」（『Quick Japan』Vol.149）
- 「嫌いなことについて考えた日のこと」(『ODD ZINE』Vol.4)

### その他
- SCOOLパフォーマンス・シリーズ2017 Vol.6『高架線』原作 （演出:小田尚稔 2018年1月 SCOOL）